# Citio

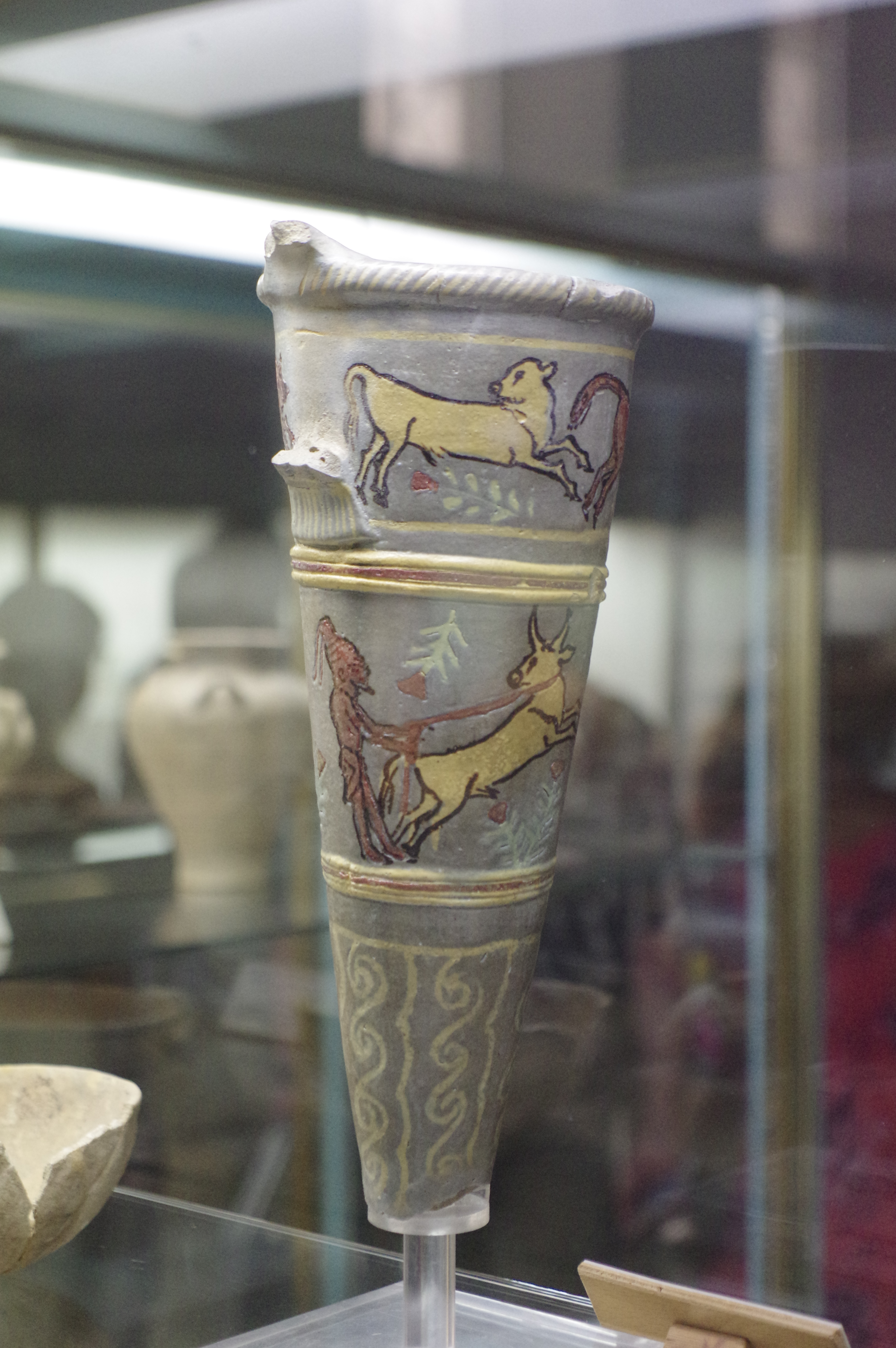
Ryhton de loza con incrustaciones de esmalte,, Museo de Nicosia

Citio (en idioma griego: Κίτιον, Kítion; púnico: 𐤊𐤉, KT, o 𐤊𐤕𐤉, KTY), también conocida por su nombre latino Citium, era una ciudad-reino en la costa sur de Chipre (en la actual Lárnaca). 
Su residente más famoso, y probablemente el único conocido, fue Zenón de Citio, nacido c. 334 a. C. en Citio y fundador de la escuela estoica de filosofía que enseñó en Atenas desde aproximadamente el 300 a. C.

## Nombre
Se considera que kꜣṯꜣj en una inscripción egipcia que data del período del faraón Ramsés III (1198-1116 a. C.) que se encuentra en el templo de Medinet Habu entre los nombres de otras ciudades chipriotas se refiere a Citio. Josefo identifica la ciudad con el nombre de Quitim, usado por los hebreos para designar todo Chipre e incluso las tierras más al oeste.

## Historia

Mapa que muestra las diez antiguas ciudades-reinos griegas de Chipre, con Citio al sureste de la isla

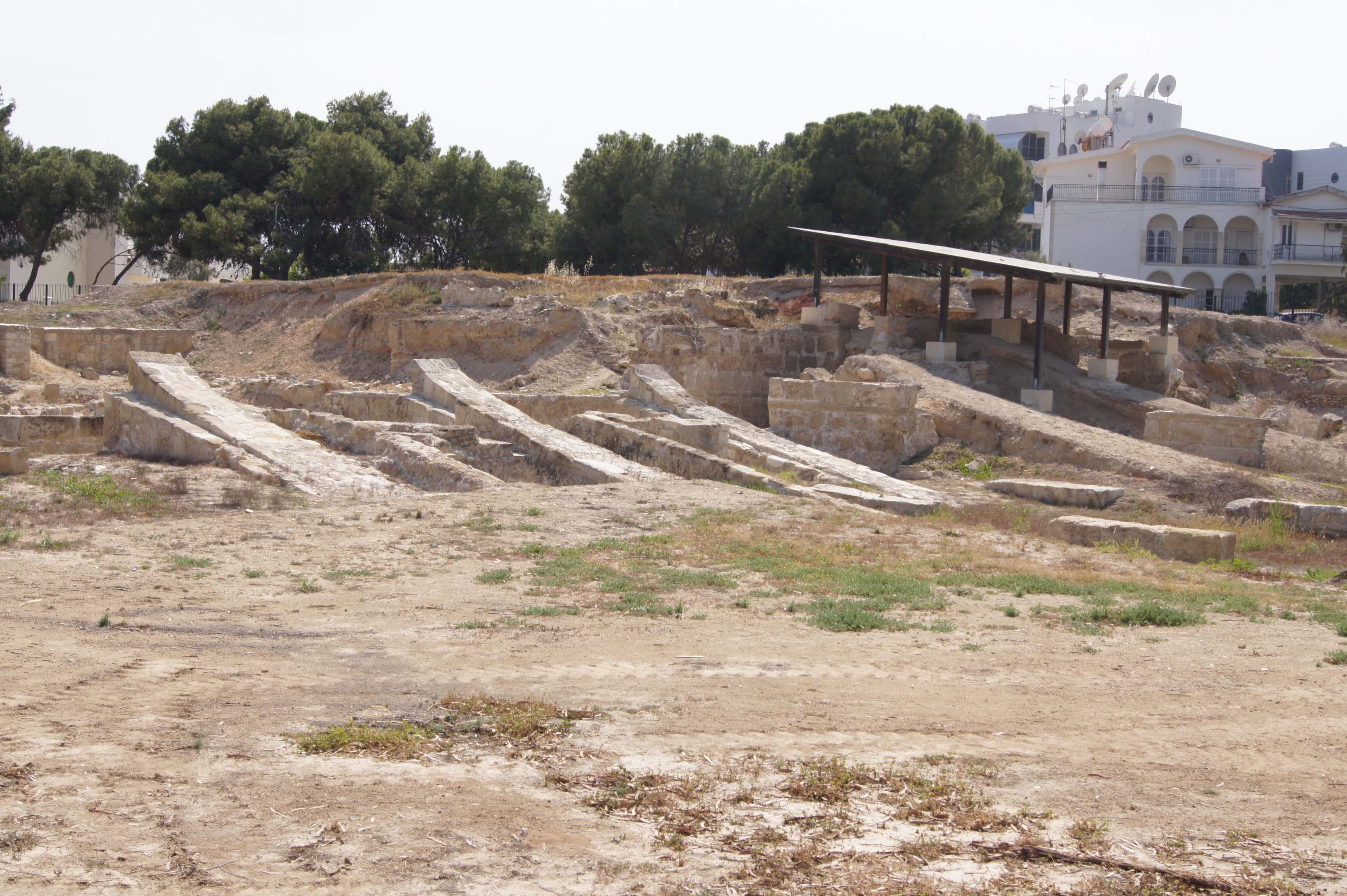
Astillero fenicio de Citio

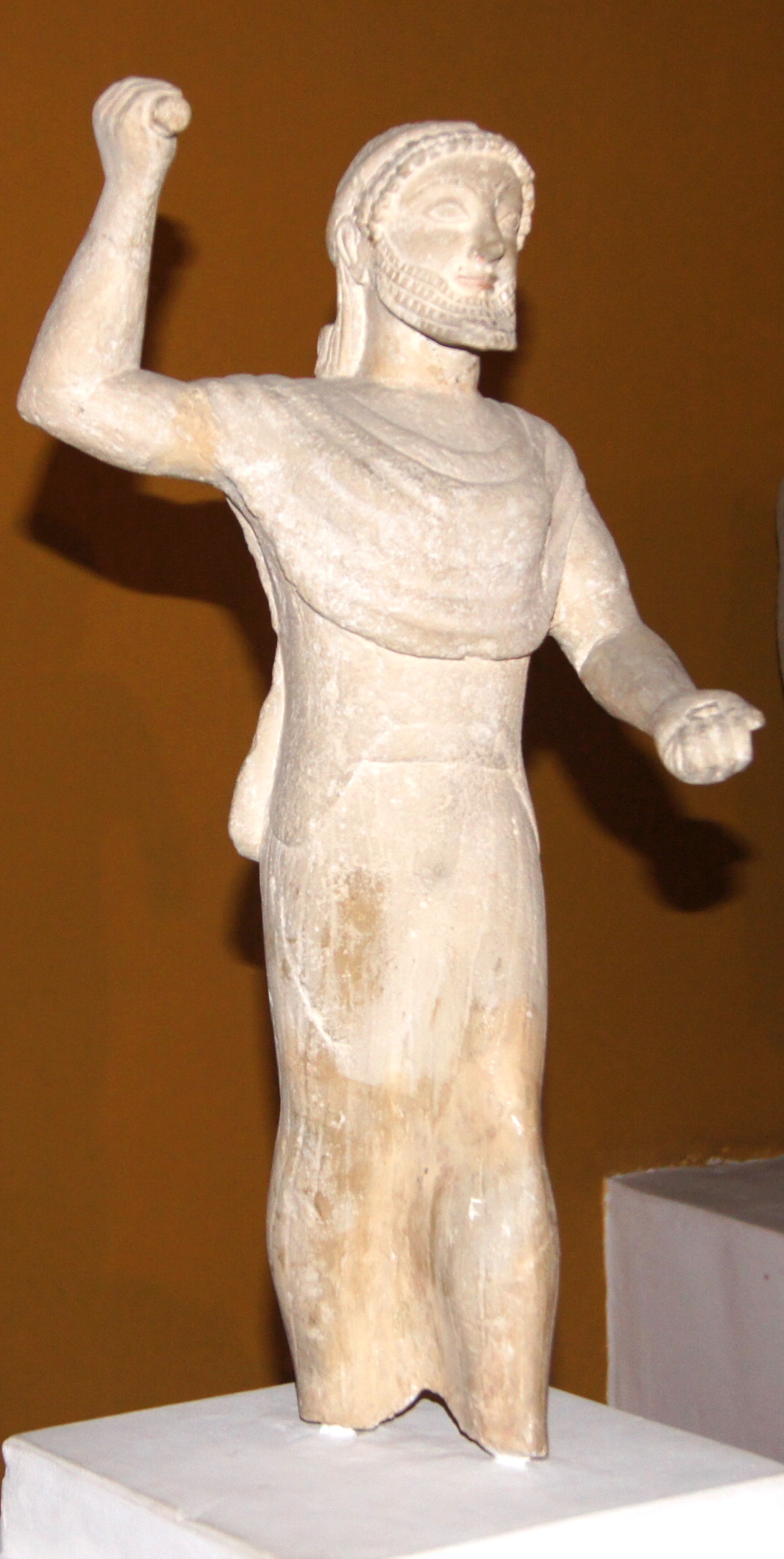
Zeus Keraunios, 500-480 a. C., Museo de Nicosia

La ciudad-reino se estableció originalmente en el siglo XIII a. C.
Los micénicos se establecieron por primera vez en el área con el propósito de la explotación del cobre, pero el asentamiento finalmente se desvaneció dos siglos después.
Aparecen nuevos elementos culturales entre el 1200 a. C. y el 1000 a. C. (objetos personales, cerámica, nuevas formas e ideas arquitectónicas), que son indicios de cambios políticos significativos tras la llegada de los aqueos, los primeros colonos griegos de Citio.
A principios del siglo XII a. C., la ciudad fue reconstruida a mayor escala; su muralla de adobe fue reemplazada por una muralla ciclópea. Alrededor del 1000 a. C., el sector religioso de la ciudad fue abandonado, aunque la vida parece haber continuado en otras áreas como lo indican los hallazgos en las tumbas.
La evidencia literaria sugiere una presencia fenicia temprana también en Citio, que estaba bajo el dominio de Tiro a principios del siglo X a. C. Algunos comerciantes fenicios que se creía que procedían de Tiro colonizaron el área y expandieron la influencia política de Citio. Después de c. 850 a. C. los santuarios en el sitio de Kathari fueron reconstruidos y reutilizados por los fenicios.
El reino estuvo bajo la dominación egipcia del 570 al 545 a. C. Persia gobernó Chipre desde el 545 a. C. Se hace referencia a los reyes de la ciudad por su nombre desde el año 500 a. C., en textos fenicios y como inscripciones en monedas.
Marguerite Yon afirma que los textos e inscripciones literarias sugieren que en el período clásico Citio era uno de los principales poderes locales, junto con su vecina Salamina. En 499 a. C., los reinos chipriotas (incluido Citio) se unieron a la revuelta de Jonia contra Persia.
El dominio persa de Chipre terminó en 332 a. C.
Ptolomeo I conquistó Chipre en 312 a. C., matando a Pumayyaton, el rey fenicio de Citio, y quemó los templos. Poco después, se disolvieron las ciudades-reino chipriotas y se abolió la dinastía fenicia de Citio. Tras estos hechos, la zona perdió su carácter religioso.
Sin embargo, una colonia comercial de Citio establecida en El Pireo había prosperado hasta el punto de que, en el 233 a. C., solicitaron y recibieron permiso para la construcción de un templo dedicado a Astarté.
Chipre fue anexada por Roma en el 58 a. C.
Fuertes terremotos azotaron la ciudad en el año 76 d. C. y el año siguiente, pero la ciudad parece haber sido próspera durante la época romana. Un curator civitatis, o administrador financiero de la ciudad, fue enviado a Citio desde Roma durante el gobierno de Septimio Severo.
Los terremotos de 322 y 342 d. C. causaron la destrucción no solo de Citio sino también de Salamina y Pafos.

## Yacimientos arqueológicos
Citio fue excavada sistemáticamente por primera vez por un equipo de arqueólogos de Suecia en 1929 (bajo la dirección de Einar Gjerstad). Posteriormente, el Departamento de Antigüedades de Chipre bajo la dirección de Vasos Karageorghis emprendió trabajos arqueológicos en el área de Kathari entre 1959 y 1981. Por otra parte, en el sitio de Bamboula, fue un equipo francés de la Universidad de Lyon el que realizó excavaciones a partir de 1976.

### Yacimiento de Kathari (o Área II)

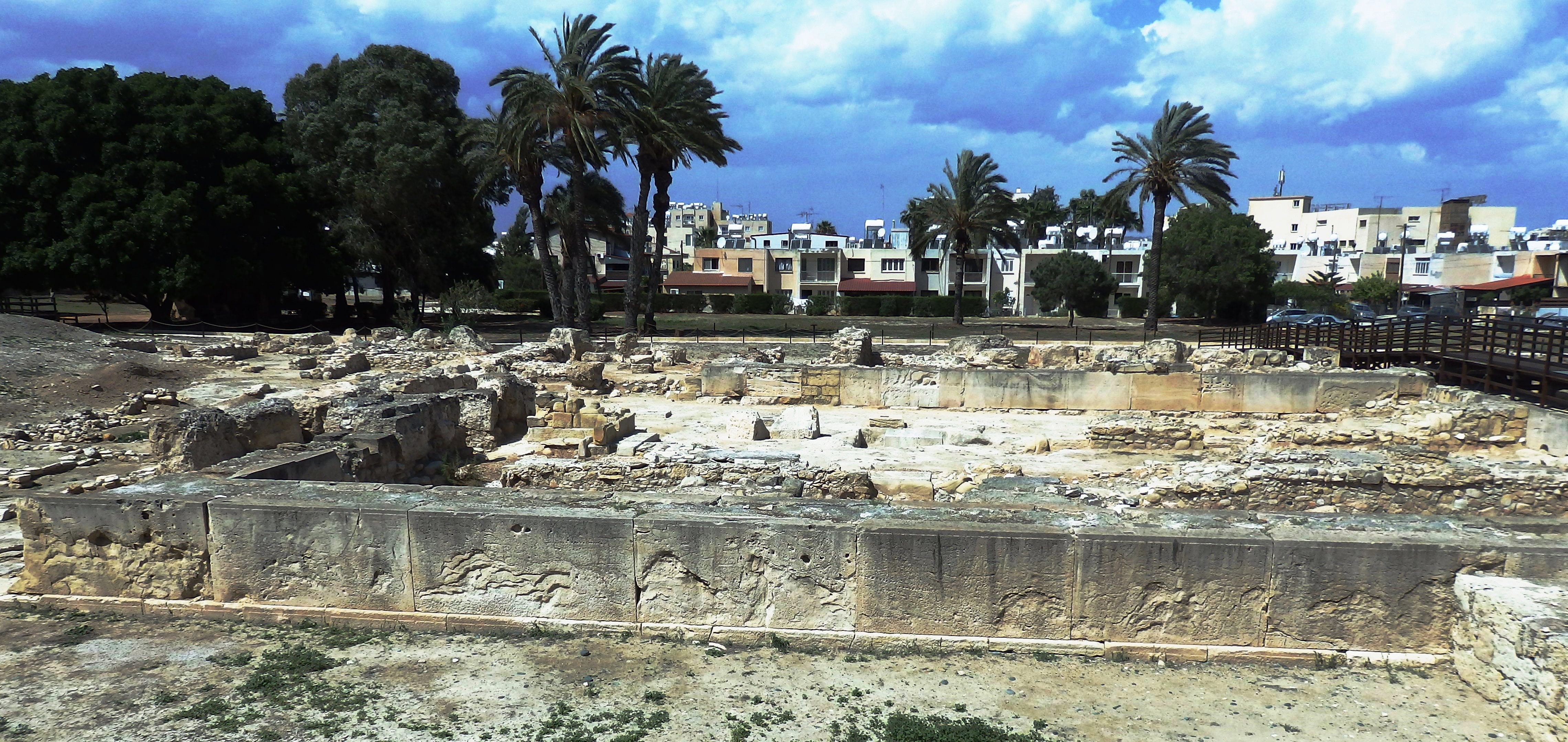
Gran templo, Citio

Este sitio se encuentra a unos 500 metros al norte del yacimiento de Bamboula y, a veces, se lo denomina "Área II de Citio".
Las excavaciones han revelado parte de un muro defensivo, que data del siglo XIII a. C. y restos de cinco templos, incluidos los muros ciclópeos. Las dimensiones (horizontales) del templo más grande eran de 35 m por 22 m. y fue construido con sillares. El templo (2) fue reconstruido, alrededor del 1200 a. C. El templo (1) tiene grafitis de barcos de la Edad de Bronce Tardía en la fachada del muro sur.
En 2016, cerca del yacimiento de Kathari se encontró un mosaico romano de 20 m de largo que muestra los trabajos de Hércules en un edificio de baños. Fue encontrado debajo de la calle Kyriakou Matsi al limpiar una alcantarilla y se espera que sea trasladado al museo.

### Yacimiento de Bamboula

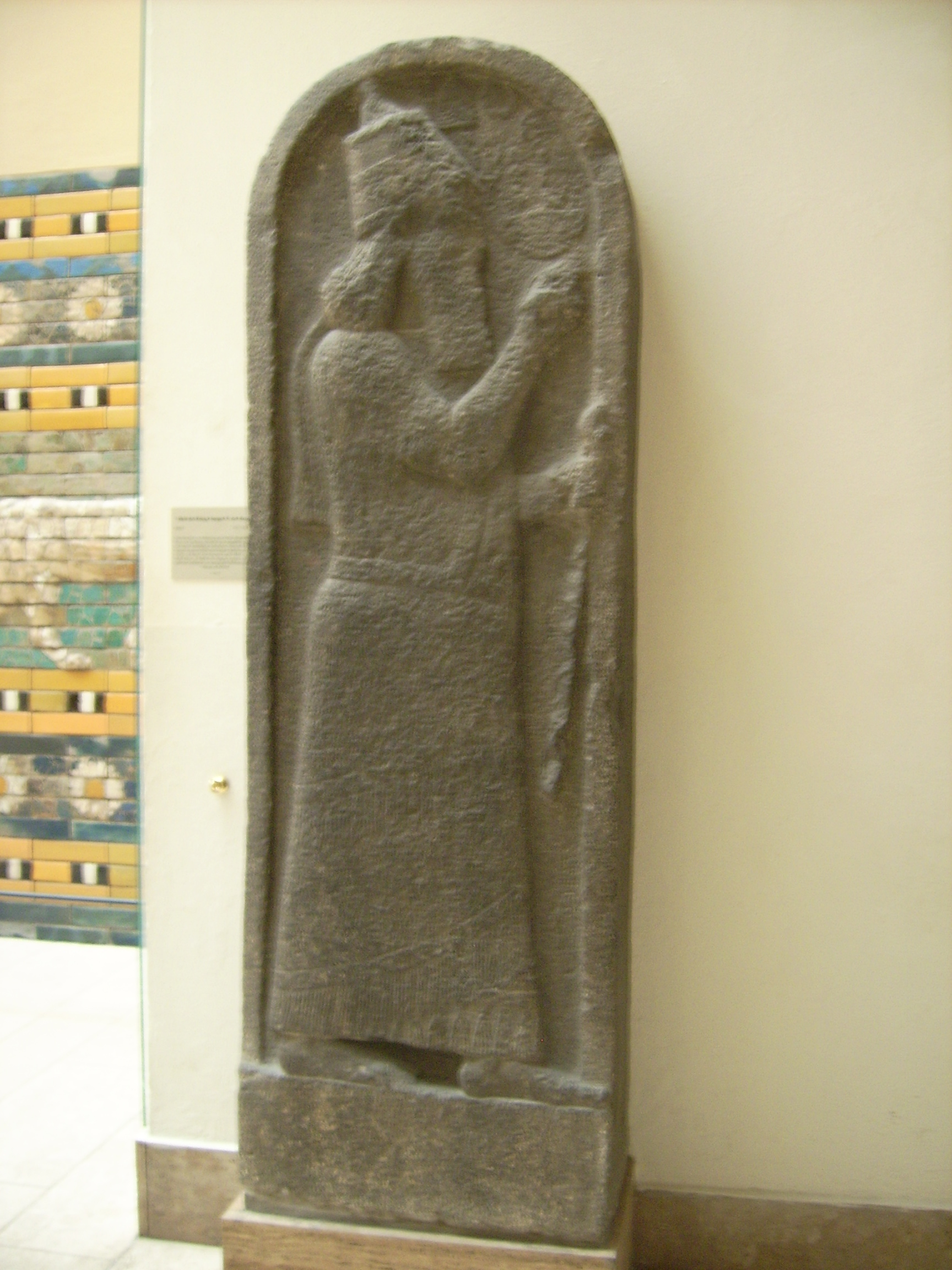
La estela de Sargón; réplica en el Museo de Lárnaca

El yacimiento está ubicado a unos 50 metros al norte del Museo de Lárnaca. En 1845 se encontró aquí la estela de Sargón, junto con una placa de plata dorada ahora en el Louvre.
Se han encontrado restos de asentamientos que datan del siglo X a. C. a lo largo de las murallas junto al puerto de Bamboula. En el yacimiento también se encontraron restos de un gran santuario cuyo origen se sitúa en el siglo IX a. C. y que fue ampliado en épocas posteriores, además de otros edificios. En Citio se adoraban deidades fenicias (Astarté, Melkart, Eshmún) y también egipcias (Hathor, Bes, Horus).
En 1987 se descubrió el puerto fenicio para buques de guerra construido en el siglo V a. C. En su etapa final, consistió en galpones de barcos (seis de ellos han sido registrados), de 6 metros de ancho y entre 38 y 39 metros de largo, con vías de navegación en las que se tiraban trirremes para secar bajo techos de tejas.

### Otros sitios arqueológicos
En Citio se han descubierto cinco hipogeos: la tumba de Vangelis, la tumba de Godham, la tumba Faneromeni y la tumba de Turabi Tekke. En el cementerio de Turabi Tekke, a finales del siglo XIX, se encontraron dos estelas importantes con inscripciones en escritura fenicia. Ahora están en la colección del Museo Británico.
El Área I de Citio, cerca de la muralla occidental del período prefenicio, parece haber sido una zona residencial según los hallazgos arquitectónicos y móviles. Las Áreas III y IV son nombres de otros sitios arqueológicos en Citio.
La "puerta del montículo" en la muralla de la ciudad estaba ubicada en las cercanías al noroeste de la tumba Faneromeni. También había una acrópolis.

#### Necrópolis
Sophocles Hadjisavvas ha dicho que la necrópolis de Citio es la más investigada de la isla de Chipre. La necrópolis se extiende desde Ayios Prodromos y el área de Agios Ioannis Pervolia y Mnemata (Necrópolis del Norte) hasta Ayios Georghios Kontos y la iglesia Chrysosotiros (Necrópolis Occidental).